# Jeong Woo-geun
Jeong Woo-geun (sinh ngày 1 tháng 3 năm 1991) là một cầu thủ bóng đá Hàn Quốc thi đấu cho câu lạc bộ tại Thai League 1 Police Tero ở vị trí tiền đạo.

## Sự nghiệp câu lạc bộ
Vào tháng 1 năm 2016 Woo Geun-jeong rời khỏi Nakhon Pathom United và gia nhập BBCU.